# Microhoria helenae
Microhoria helenae là một loài bọ cánh cứng trong họ Anthicidae. Loài này được Koch miêu tả khoa học năm 1933.